# 卡泰里諾皮爾區

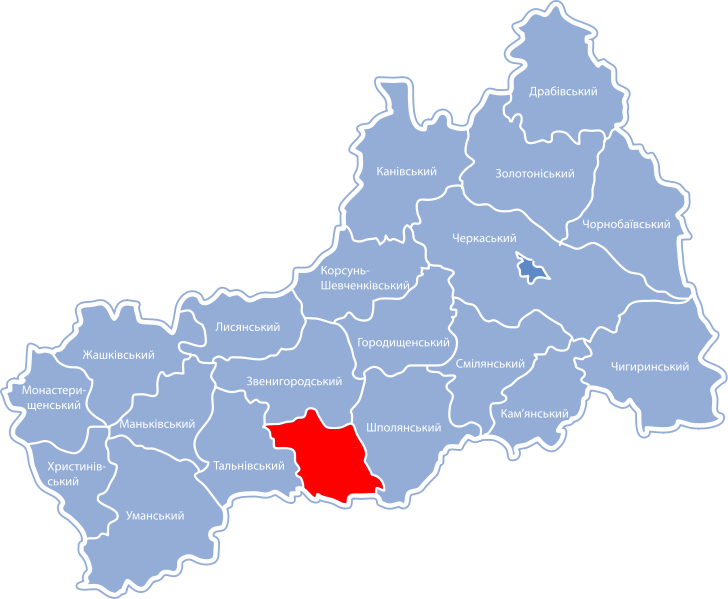
卡泰里諾皮爾區在切爾卡瑟州的位置

卡泰里諾皮爾區（烏克蘭語：Катеринопільський район）是烏克蘭中部切爾卡瑟州的舊區，行政中心为卡泰里诺皮尔（2024年9月改名为卡利諾皮爾），並於2020年被撤銷。該區面積672平方公里，2015年人口24,539，人口密度每平方公里36.5人。